# Masgot
Masgot est un hameau de la commune de Fransèches, dans le département de la Creuse, en Nouvelle-Aquitaine. Le village est connu pour les nombreuses sculptures qui y ont été réalisées au XIXe siècle par François Michaud, considéré comme un pionnier de l'art brut en France.
Des stages de sculpture sur pierre et des visites guidées du village sont organisés périodiquement. La restauration du village a été soutenue par la Fondation du Patrimoine.

## Galerie

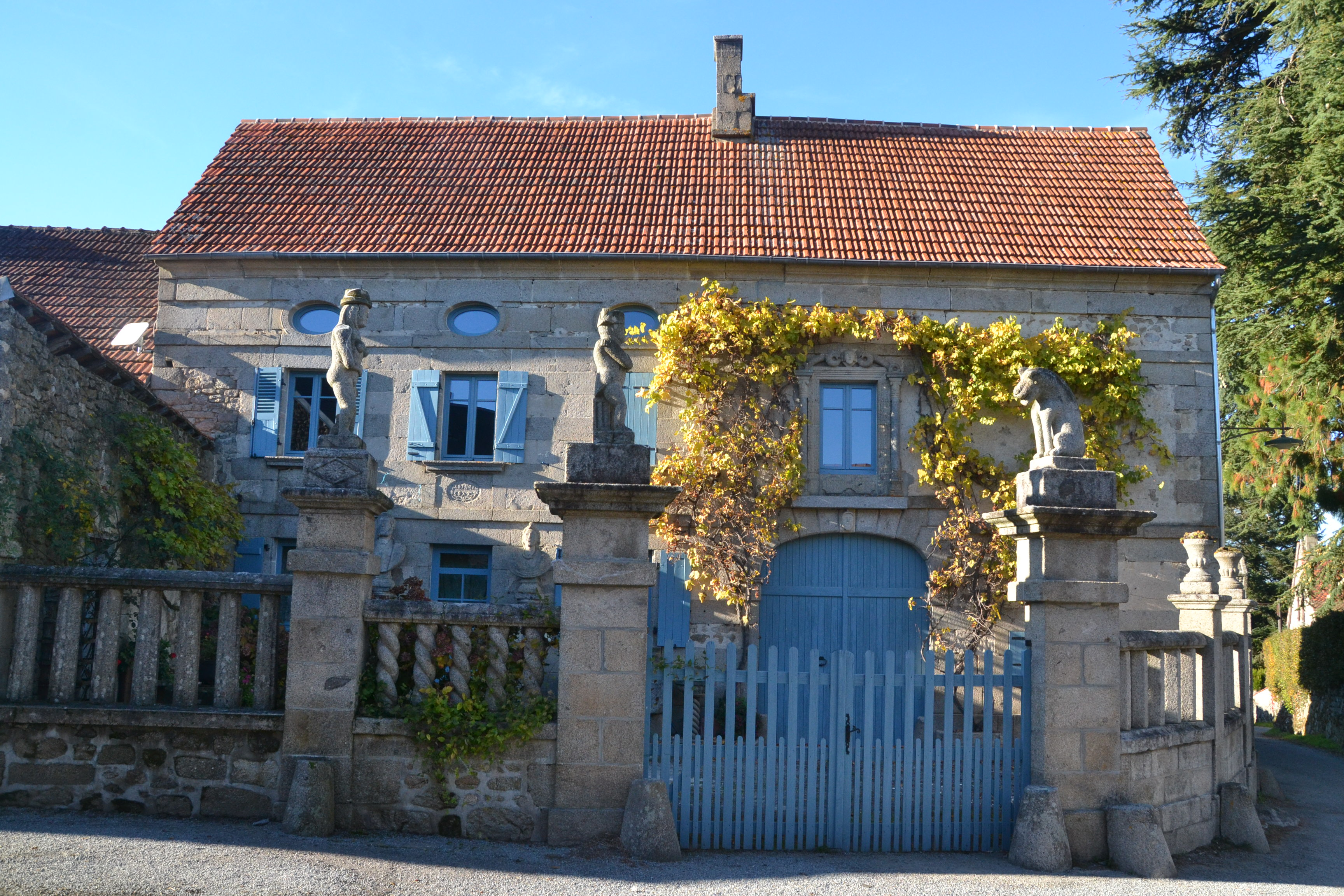
Maison de François Michaud
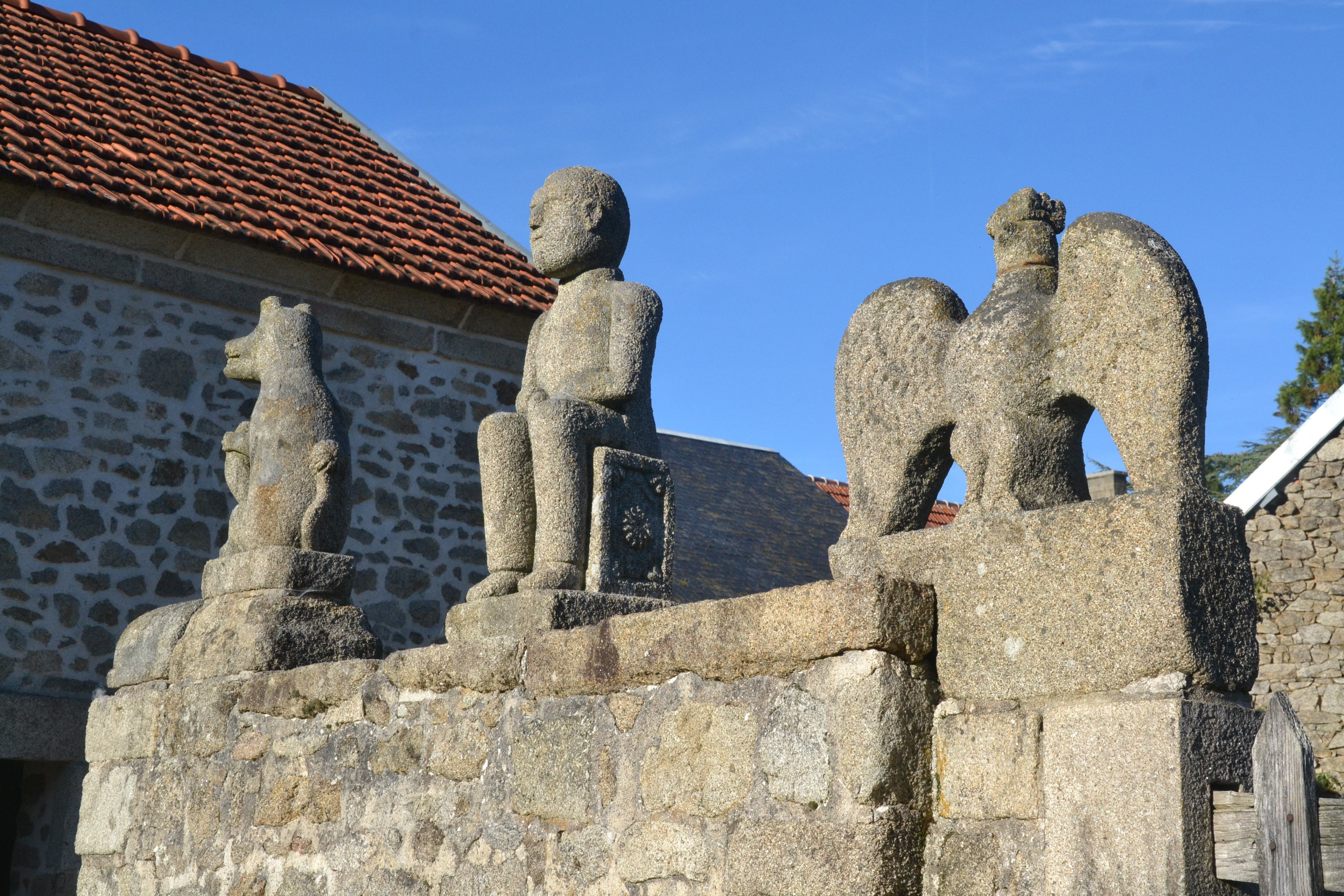
Sculptures
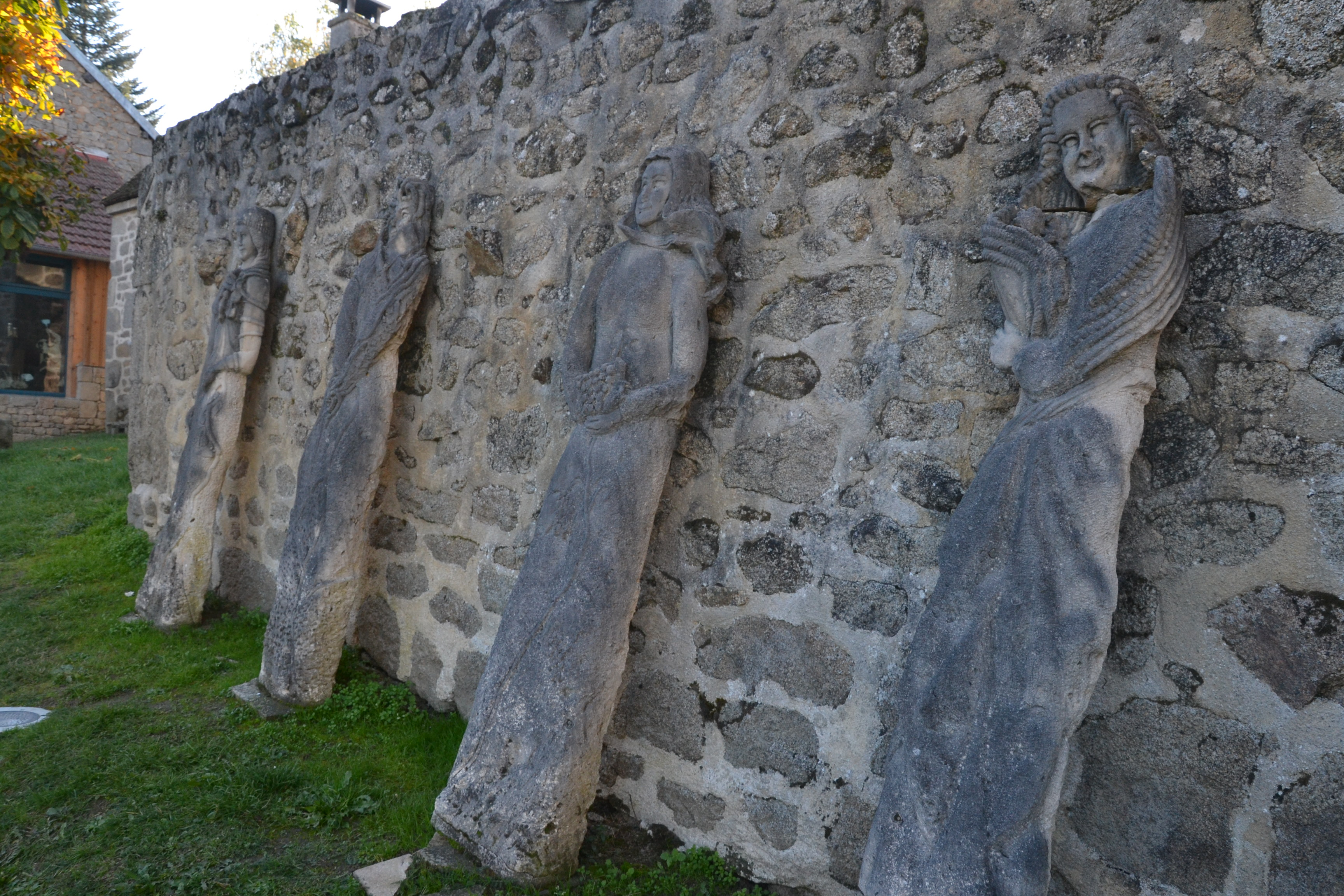
Sculptures
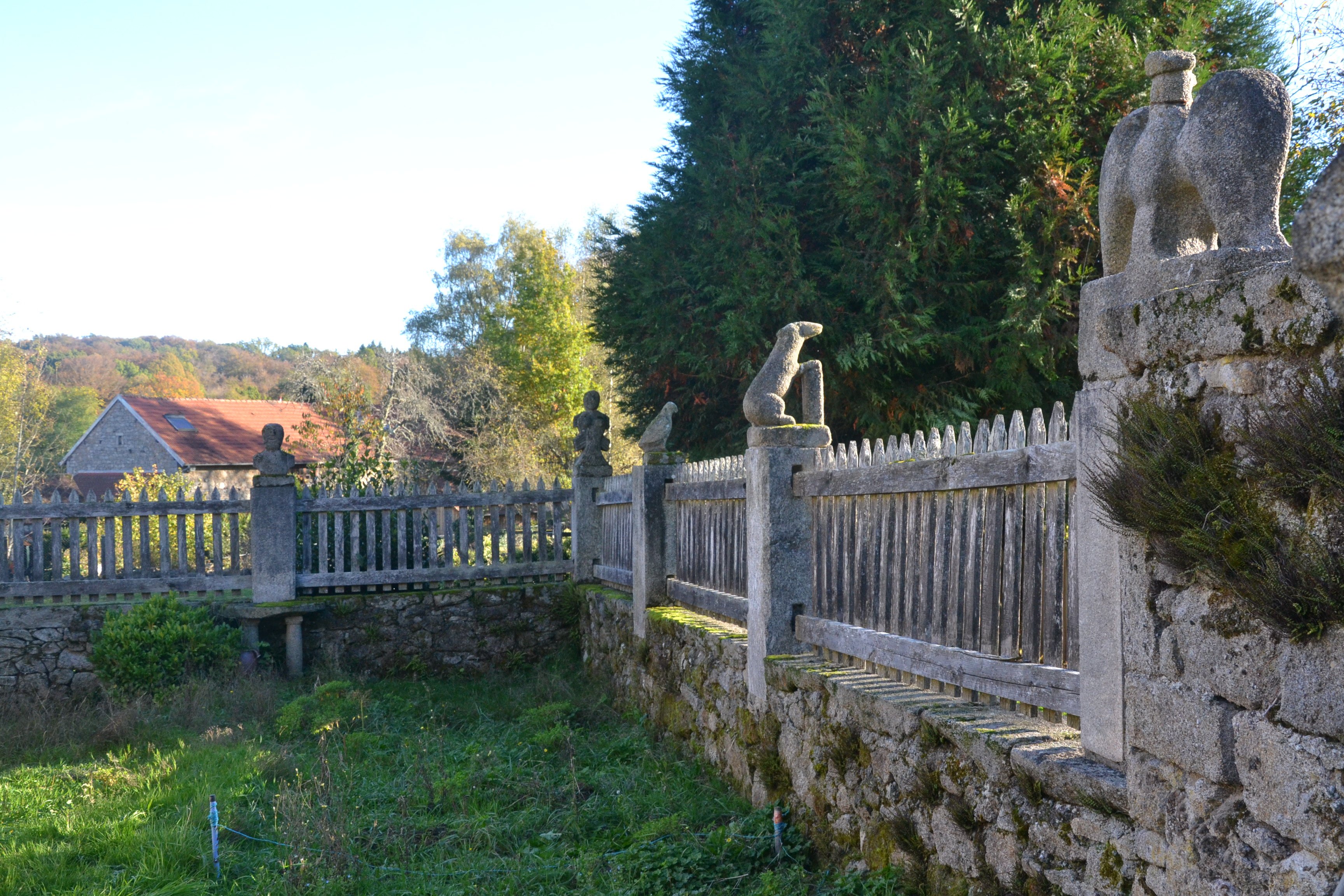
Sculptures
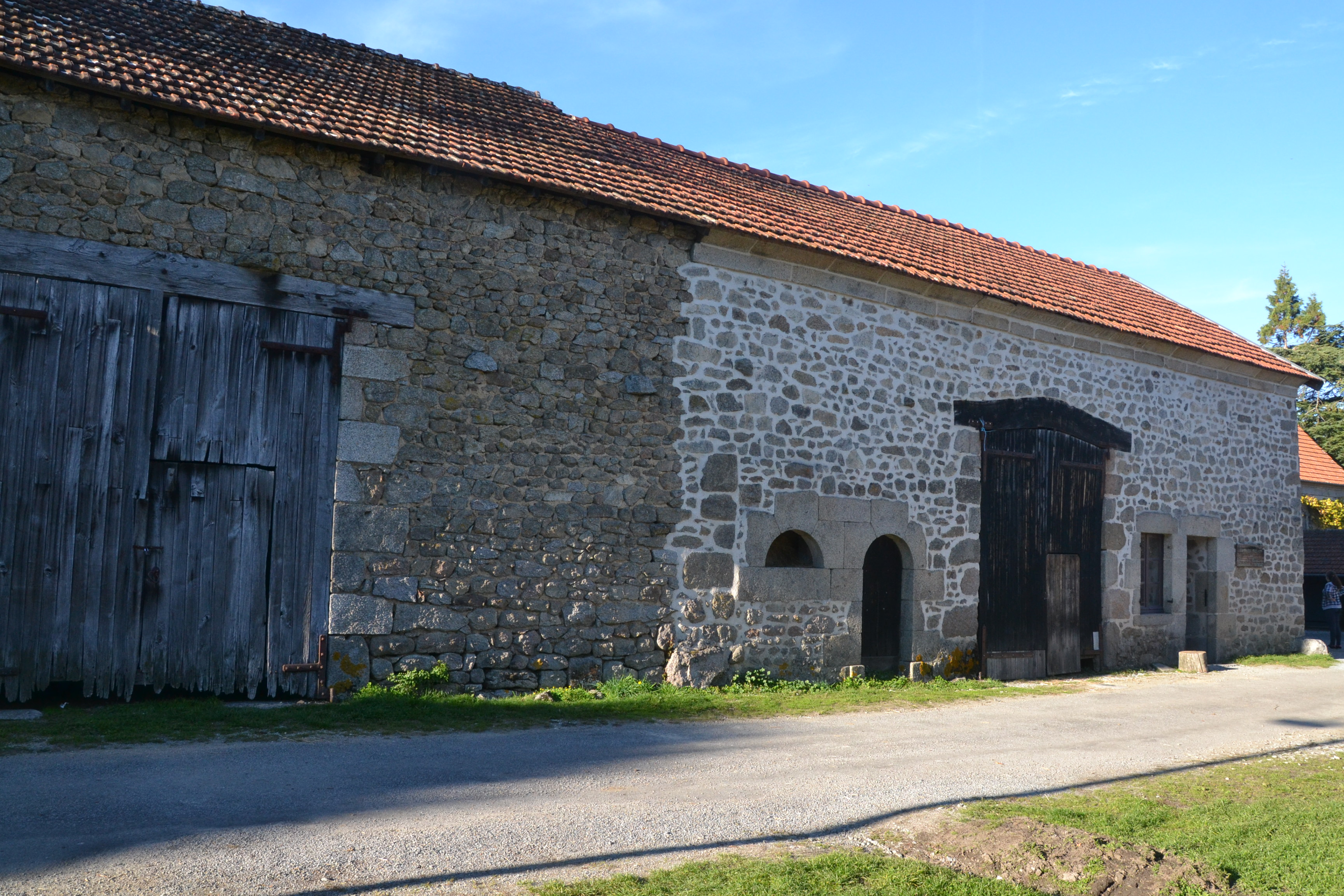
Maison natale de François Michaud